# حرية الاعتقاد في المغرب

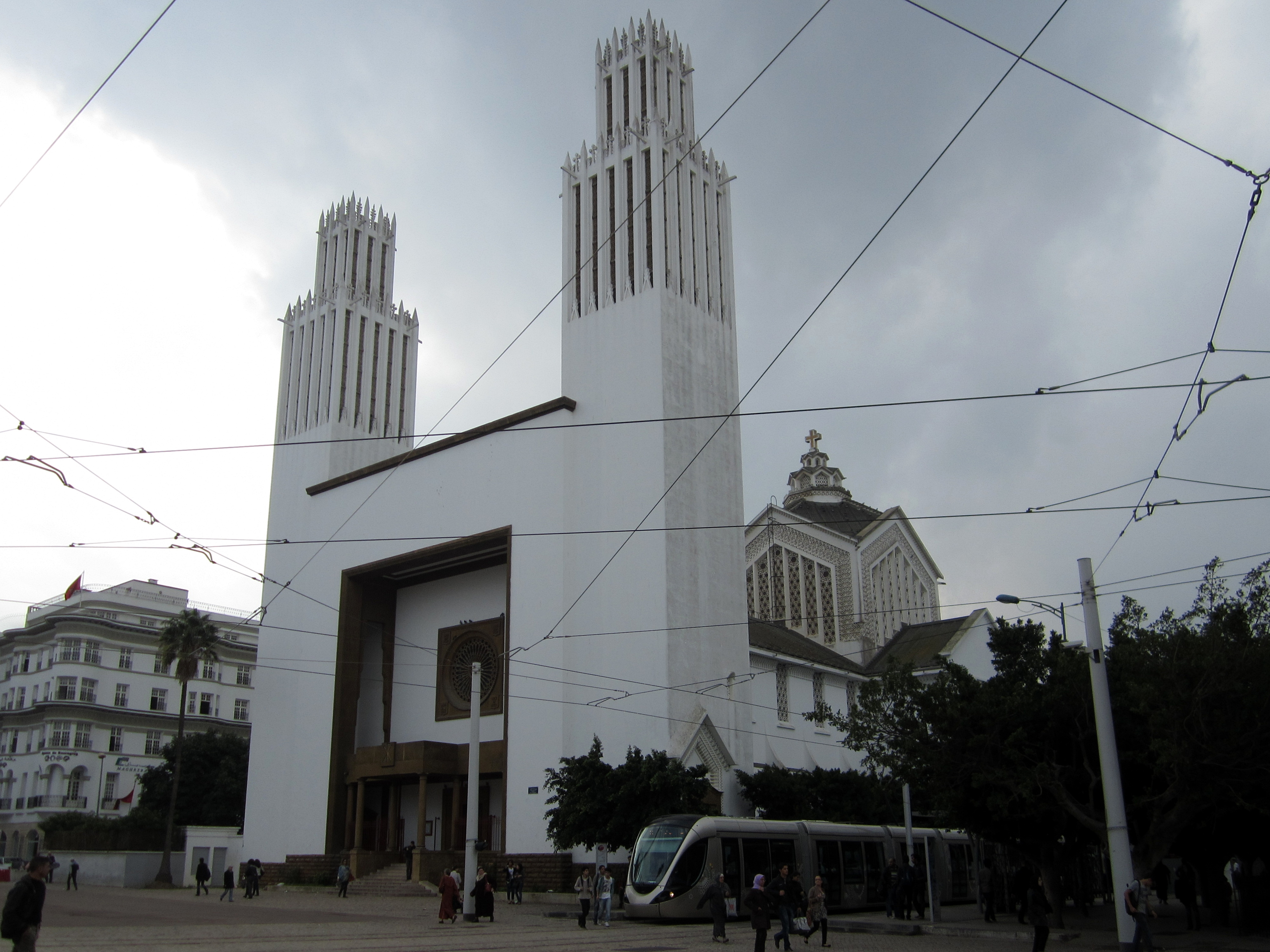
كاتدرائية القديس بطرس في الرباط.

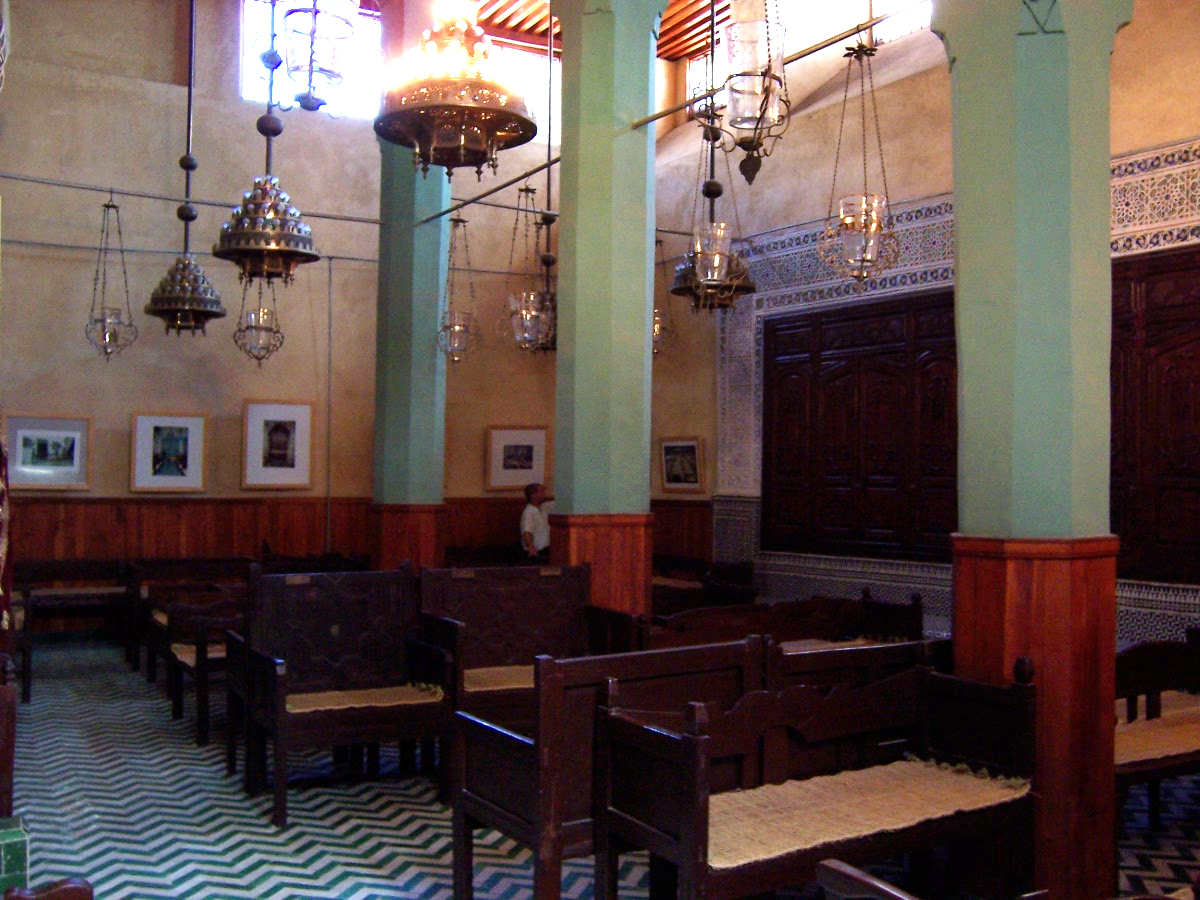
كنيس يهـودي في مدينة فاس (المغرب)

حرية الدين في المغرب هي بارزة بوجه عام، مع بعض القيود. رغم أن الإسلام هو دين الدولة الرسمي، فإنه يسمح للمغاربة بممارسة شعائر ديانات أخرى. بيد ان القيود تنطبق فقط على التبشير المسيحي والانشطة السياسية تحت شعار ديني. لا تزال هناك طائفة يهودية مغربية، على الرغم من أن معظم اليهود المغاربة هاجروا في السنوات التي أعقبت إنشاء إسرائيل في 1948.
ينص دستور المغرب على أن الدين الرسمي والأسمى للدولة هو الإسلام، وتمنح المغرب حرية الدين للجميع وسط المغرب (دون إعلان أو استعمال وسائل إغراء).
| حرية الاعتقاد في المغرب | الإِسْلَامُ دِينُ الدَّوْلة، والدَّوْلَة تَضْمَنُ لِكُلِّ وَاحِدٍ حُرِّيِّةَ مُمَارَسَة شؤونِهِ الدِّينِيَة. | حرية الاعتقاد في المغرب |

– دستور المغرب.

## الدين في المغرب
| \| الدين في المغرب[2] \| الدين في المغرب[2] \| الدين في المغرب[2] \| الدين في المغرب[2] \| الدين في المغرب[2] \| \| ------------------ \| ------------------ \| ------------------ \| ------------------ \| ------------------ \| \| الدين \| الدين \| \| النسبة \| النسبة \| \| الإسلام \| الإسلام \| \| 98.7% \| 98.7% \| \| المسيحية \| المسيحية \| \| 1.1% \| 1.1% \| \| اليهودية \| اليهودية \| \| 0.2% \| 0.2% \| |          |  |        |        |
| الدين في المغرب |          |  |        |        |
| الدين | الدين    |  | النسبة | النسبة |
| الإسلام | الإسلام  |  | 98.7%  | 98.7%  |
| المسيحية | المسيحية |  | 1.1%   | 1.1%   |
| اليهودية | اليهودية |  | 0.2%   | 0.2%   |

يمثل الإسلام الديانة الأساسية في المملكة المغربية وذلك لأنه أكثر الديانات انتشارا فيها وذلك حسب التقديرات الأخيرة التي أشارت إلى ان المسلمون يشكلون نسبة ما يقارب 98.5% من سكان المغرب الذين يدينون به وقد كان العام 670 م يعد عاما مختلفا في المملكة المغربية وذلك أنه كان عام دخول الإسلام إلى المغرب وقد كان دخول الإسلام إلى المغرب على يد القائد الفاتح عقبة بن نافع وقد كان كل ذلك في وقت الغزوات الإسلامية والتي شملت الشمال الأفريقي وقد عرف عن عقبة بن نافع قوته العسكرية الكبيرة فقد كان من أفضل القادة العسكرين في عهد الأمويين في دمشق، وقد كان لدخول الإسلام أرض المملكة المغربية ثمن كبير وذلك أن أرض المغرب لم تكن مثل الأقاليم والبلدان التي تقع في المشرق اذ أن فتح المغرب ودخول الإسلام فيها لم يكن بالأمر الهين أبدا فقد استغرق هذا الأمر الكثير من الوقت والكثير من الثمن حيث أن المغرب بقيت صامدة في وجه الجيوش الإسلامية لمدة قاربت النصف قرن اذ أن المعارك استمرت فيها من العام 646 م وحتى العام 710 م وقد تم بعد هذا العام فتح المغرب أخيرا واعتنق جل المغاربة نتيجة لذلك الإسلام بعد أن كان جلهم يعتنقون فيما مضى دين المسيحية واليهودية.

## الأحداث
يعاقب القانون الجنائي المغربي بالسجن من ستة أشهر إلى ثلاثة أعوام لكل من «استعمل وسائل إغراء لزعزعة عقيدة مسلم أو تحويله إلى ديانة أخرى، وذلك باستغلال ضعفه أو حاجته إلى المساعدة».
- لا تعترف الدولة المغربية بحقوق المسيحيين المغاربة، بل وتضطهدهم وتضيق عليهم وتسجن بعضهم:[4]
- تم سجن مسيحيين مغاربة في 1995 بتهمة التبشير منهم المبشر المسيحي المغربي مهدي قصارة.[5] ويقضي المسيحي المغربي جامع أيت باكريم عقوبة حبسية (15 سنة) منذ سنة 2005 بسبب اعتناقه للمسيحية وتبشيره بها وهو يوجد في سجن القنيطرة ورقمه 26574.[6]
- في سنة 2007 تم اعتقال شباب مغاربة اعتنقوا المسيحية.[7]
- في فبراير 2010 تم اقتحام اجتماع صلاة ودراسة الكتاب المقدس في مدينة أمزميز نواحي مدينة مراكش من طرف الأمن المغربي حيث تم اعتقال 18 مسيحي مغربي ضمنهم أطفال وتم ترحيل مرسل أجنبي كان معهم في الاجتماع.[8]
- في 2010 تم طرد العديد من المبشرين الأجانب من المغرب بدعوى زعزعة عقيدة المسلمين أو تبشير الأطفال.[9][10]
- في مارس 2012 تم القبض على ثلاث مغاربة مسيحيين في مقهى في مدينة الرباط.[11]
- في سنة 2013 نشرت مجلة هسبريس اعترافا لأحد المسيحيين المغاربة يتحدث فيها عن معاناته في المغرب من الاضطهاد.[12]
- طالب المسيحي المغربي المقيم بالخارج أخ رشيد بحقوق المسيحيين المغاربة في رسالة موجهة لملك المغرب محمد السادس.[13]

## اُنظر أيضاً
- المسيحية في المغرب.
- تاريخ المغرب الإسلامي.
- الإسلام في المغرب.
- الدين.
- حرية الدين.
- دير تومليلين